# 北流河
北流河，又称绣江、圭江，位于中国广西壮族自治区东南部，是西江浔江段右岸支流，发源于云开大山支脉天堂山西南麓，北流市沙垌镇的石成猫，南流至平政镇岭垌村转西流，至平政镇双头村转西北流，经平政镇治、隆盛镇、清水口镇，至北流市市区转东北流，之后纵贯容县中部，最后于藤县县城藤州镇汇入浔江。干流长273千米，高差1200多米，河道平均比降0.53‰，流域面积9359平方千米。年均径流量81.3亿立方米。北流河洪水期含沙量大，年均含沙量0.86千克每立方米，年均输沙量342万吨，水土流失属于广西较严重地区。流域内经济以农业为主，有优质谷、荔枝、龙眼、沙田柚、玉桂、八角、松脂等农优产品。主要支流有泗罗河、杨梅河、黄华河、义昌江等。历史上北流河是中原与广西、广东南部及海南等地的交通要道。